# Roman Jeleznov
Roman Jeleznov (en russe : Роман Железнов) est un militant néonazi russe né en 1986 ou en 1987 à Moscou. Lors de la guerre russo-ukrainienne, il se bat au sein du régiment Azov, intégré à la Garde nationale de l'Ukraine, entre 2014 et 2017.

## Biographie
Il naît en 1986 ou en 1987 au sein d'une famille de l'intelligentsia russe, à Moscou. Lors de ses années d'enseignement secondaire, il saute une classe. Il s'intéresse particulièrement à l'histoire et à la littérature classique russe.
Au même moment, il découvre la sous-culture nationaliste à travers le heavy metal et le mouvement punk. Il établit une base de données de militants antifascistes dans le but de faciliter leurs agressions. Il dit avoir été sollicité par les assistants d'un législateur pro-Kremlin et leur avoir fourni des informations issues de cette base de données.
En 2009, il obtient une licence à l'École des hautes études en sciences économiques. La même année, il est condamné à quatre ans de colonie pénale pour agression après avoir tiré sur un mineur avec un pistolet à impulsion électrique.
En 2011, après avoir purgé deux ans de prison, il devient une étoile montante de l'extrême droite russe et est recruté par Maxim Martsinkevitch pour assurer les relations publiques de son mouvement Restructuration, consacré aux agressions de personnes homosexuelles et de dealers de drogue. Jeleznov finit par se disputer avec le mouvement Restructuration pour des raisons stratégiques.
En novembre 2012, Roman Jeleznov participe à la marche russe, lors de laquelle il défile en tête du cortège du groupe néonazi Wotanjugend, dont il est l'une des figures de proue. En mai 2013, il défile à nouveau avec Wotanjugend à l'occasion du Jour de la Victoire,.
Recherché en Russie, il arrive en Ukraine le 9 juillet 2014 afin de se battre au sein des Forces armées de l'Ukraine et de demander la nationalité ukrainienne. Il est accueilli par des membres de l'Assemblée sociale-nationale. Il rejoint ensuite le régiment Azov. Il est également membre de la Misanthropic Division.
En 2017, il participe avec d'autres membres d'Azov à une confrontation contre un rassemblement antifasciste en l'honneur de Stanislav Markelov à Kiev. La même année, il quitte le régiment, « possiblement en raison d'un conflit avec des représentants du Secteur droit » selon le site Reporting Radicalism in Ukraine. Il cesse ses activités politiques et quitte l'Ukraine.

## Idéologie
Décrit comme ultranationaliste par Coda Story, il revendique être raciste et dit préférer le système démocratique aux autres systèmes politiques. Il qualifie Adolf Hitler de « grand homme ».
Il estime que le nationalisme du régiment Azov est idéologiquement « plus pur » que le nationalisme russe, et qu'il devrait servir d'exemple à la Russie. Selon Aleksandr Verkhovsky, expert en extrémisme politique, le nationalisme de Roman Jeleznov est un nationalisme racial, opposé au nationalisme de Vladimir Poutine qui est lui un nationalisme impérial.

## Condamnations
En 2009, il est condamné à quatre ans de colonie pénale pour agression après avoir tiré sur un mineur avec un pistolet paralysant.
Le 26 mai 2013, il est arrêté après avoir tenté de voler deux kilogrammes de viande dans un supermarché, pour une valeur totale de 2 300 roubles. Il est condamné à dix mois d'emprisonnement le 29 novembre 2013.
En octobre 2014, la justice russe le suspecte d'avoir rejoint le régiment Azov en tant que mercenaire,. Il est condamné à quatre ans de prison par contumace le 29 mars 2018.